# CD Aves
Clube Desportivo das Aves (normalt bare kendt som C.D. Aves) er en portugisisk fodboldklub fra byen Aves og har hjemmebane på Estádio do Clube Desportivo das Aves. Klubben spiller i den bedste portugisiske liga, Primeira Liga. Klubben blev grundlagt i 1930.

## Titler
- Portugisiske Pokalturnering (1): 2018

## Historiske slutplaceringer
| Sæson   | Niveau | Liga          | Placering | Kilde(r) |
| ------- | ------ | ------------- | --------- | -------- |
| 2010–11 | 2.     | Segunda Liga  | 8.        | [ 1 ]    |
| 2011–12 | 2.     | Segunda Liga  | 3.        | [ 2 ]    |
| 2012–13 | 2.     | Segunda Liga  | 5.        | [ 3 ]    |
| 2013–14 | 2.     | Segunda Liga  | 4.        | [ 4 ]    |
| 2014–15 | 2.     | Segunda Liga  | 18.       | [ 5 ]    |
| 2015–16 | 2.     | Segunda Liga  | 8.        | [ 6 ]    |
| 2016–17 | 2.     | Segunda Liga  | 2.        | [ 7 ]    |
| 2017–18 | 1.     | Primeira Liga | 13.       | [ 8 ]    |
| 2018–19 | 1.     | Primeira Liga | 14.       | [ 9 ]    |
| 2019–20 | 1.     | Primeira Liga | 18.       | [ 10 ]   |

## Kendte spillere
- Raúl Meireles
- Jorge Ribeiro
- Nuno Espírito Santo
- Amaury Bischoff
- Carlos Marafona

## Danske spillere
- Ingen